# Melicoccus
Melicoccus é um género botânico pertencente à família Sapindaceae..